# Ennevelin
Ennevelin – miejscowość i gmina we Francji, w regionie Hauts-de-France, w departamencie Nord.
Według danych na rok 1990 gminę zamieszkiwały 1792 osoby, a gęstość zaludnienia wynosiła 181 osób/km² (wśród 1549 gmin regionu Nord-Pas-de-Calais Ennevelin plasuje się na 392. miejscu pod względem liczby ludności, natomiast pod względem powierzchni na miejscu 332.).
W 1928 urodziła się tu paleontolożka Denise Brice.